# Prîputni, Icinea
Prîputni (în ucraineană Припутні) este localitatea de reședință a comunei Prîputni din raionul Icinea, regiunea Cernihiv, Ucraina.

## Demografie
Componența lingvistică a localității Prîputni
     Ucraineană (98,96%)
     Rusă (1,04%)
Conform recensământului din 2001, majoritatea populației localității Prîputni era vorbitoare de ucraineană (98,96%), existând în minoritate și vorbitori de rusă (1,04%).